# Knytta
Knytta är en by i Frösö distrikt (Frösö socken) som ligger på Annersia intill Vallsundsbron, strax söder om Östersund. Byn är främst känd för sin ridskola på Stall Knyttagården. Grannbyar är Sandviken och Namn. Ortnamnet är ett av 14 så kallade vin-namn (där vin betyder äng, och liknande) i Jämtland, vilket tyder på inflyttning västerifrån. Likt andra vin-namn är tolkningen av namnet oviss.